# Kapidžija
Kapidžija (en serbe cyrillique : Капиџија) est une localité de Serbie située sur le territoire de la Ville de Kruševac, district de Rasina. Au recensement de 2011, elle comptait 1 561 habitants.
Kapidžija est officiellement classée parmi les villages de Serbie.

## Démographie

### Évolution historique de la population
| 1948 | 1953 | 1961 | 1971  | 1981  | 1991  | 2002  | 2011  |
| ---- | ---- | ---- | ----- | ----- | ----- | ----- | ----- |
| 335  | 640  | 802  | 1 141 | 1 423 | 1 560 | 1 485 | 1 561 |

|  |